# Bertrana urahua
Bertrana urahua là một loài nhện trong họ Araneidae.
Loài này thuộc chi Bertrana. Bertrana urahua được Herbert Walter Levi miêu tả năm 1994.